# Welby
株式会社Welby（ウェルビー、英: Welby Inc.）は、東京都中央区日本橋本町に本社を置く、個人健康情報管理プラットフォームサービスの提供を行う日本の情報サービス会社。

## 概要
Welbyは、メドピアで最高執行責任者として設立に参画した比木武により2011年に設立された会社で、同年にWelby糖尿病をローンチして以降、個人健康情報管理モバイルアプリケーションの提供を行う。2019年に東京証券取引所マザーズに上場した。

## 沿革
- 2011年 東京都渋谷区に株式会社ウェルビーを設立[3]。
- 2014年 東京都千代田区に本社を移転[3]。
- 2017年 東京都中央区日本橋本町に本社を移転。株式会社デジタルガレージ及び日本郵政グループと資本業務提携[3]。
- 2018年 株式会社Welbyに商号を変更[3]。
- 2019年 東京証券取引所マザーズに上場[3]。